# دیوید رمبو
دیوید رامبو (انگلیسی: David Rambo؛ زادهٔ ۲۸ مه ۱۹۵۵) نویسنده، نمایشنامه نویس، بازیگر و تهیه کنندهٔ اهل ایالات متحده آمریکا است. وی در ایالت پنسیلوانیا بزرگ شد. اما پس از نقل مکان به لس آنجلس به بازیگری پرداخت.